# R105 (Schouwen)
De Recreatieve weg 105 (r105) is een weg in Renesse, Zeeland. De weg loopt van de rotonde met de r103 en de r104 via de N652 en de N651 naar de kruising met de r101 en de r102 op de Laone. De weg is 3,3 km lang.
Nieuwvliet: R101 · R102 · R103 · R104 · R105

Ommen: R101 · R102 · R103 · R104 · R105

Schouwen: R101 · R102 · R103 · R104 · R105 · R106 · R107 · R108 · R109 · R110 · R111 · R112

Spaarnwoude: R101 · R102 · R103 · R104 · R105 · R106

Voorthuizen: R101

IJmuiden: R101 · R102 · R103